# Carlos Alberto Dias
Carlos Alberto Dias (Brazíliaváros, 1967. május 5. –) brazil válogatott labdarúgó, edző.

## Pályafutása

### Válogatottban
A brazil válogatottban 1 mérkőzést játszott.

## Statisztika
| Brazil válogatott | Brazil válogatott | Brazil válogatott |
| Időszak           | Mérk.             | gól               |
| ----------------- | ----------------- | ----------------- |
| 1992              | 1                 | 0                 |
| Összesen          | 1                 | 0                 |